# Unplugged (原田真二のアルバム)
『unplugged』（アンプラグド）は、1994年3月21日にリリースされた原田真二3作目のミニアルバムであり、通算15作目となるスタジオ・アルバムである。

## 解説
1994年3月21日、2枚のミニアルバムを同時リリース。その一方が本作。タイトル通り、アコースティックバージョンでの新録音によるリメイク・アルバムである。もう一方の『plugged』は、他のアーティストへの提供曲を中心としたリメイク・アルバムである。
「てぃーんず ぶるーす」、「キャンディ」のリアレンジは2度目。他は初のリアレンジ。
この2枚のミニアルバムには、「原田真二リメイクス」という副タイトルが付いていて、発売後、リメイクスツアーと題したライヴツアーが実施された。
- 1. てぃーんず ぶるーす： 1st シングル。
- 2. キャンディ： 2nd シングル。
- 3. シャドー・ボクサー： 3rd シングル。
- 4. JOY： タイム・トラベルとの両A面曲。
- 5. LIFE： 1981年のシングル。バンドライヴの定番曲。ジャズ風にアレンジ。
- 6. Breathe： 筑波博、健康スポーツ館、映像テーマとなった曲。1985年、永遠を感じた夜ｃ/w。

### Recorded date
Jan.～feb. 1994　

## 収録曲
1. てぃーんず ぶるーす　(4:59)
  - 作詞：松本隆／作曲・編曲：原田真二
2. キャンディ　(4:08)
  - 作詞：松本隆／作曲・編曲：原田真二
3. シャドー・ボクサー　(5:07)
  - 作詞：松本隆／作曲・編曲：原田真二
4. JOY　(4:33)
  - 作詞：松本隆／作曲・編曲：原田真二
5. LIFE　(3:06)
  - 作詞・作曲・編曲：原田真二
6. Breathe　(6:08)
  - 作詞・作曲・編曲：原田真二

## MUSICIANS
- Recorded and Mixed by Shinji Harada
- Assistant Engineer ： Akira Suzuki
- ALL SONGS ARRANGED AND PLAYED BY SHINJI HARADA

### Additional Musicians
- Cello played by Michael Akai